# 上杉房顯
上杉房顯（1435年－1466年2月26日）是室町時代中期的武將、守護大名。關東管領、山內上杉家當主。父親是上杉憲實。

## 生平
在永享7年（1435年）出生，家中次男。在永享之亂和結城合戰中勝利的父親憲實令房顯以外的兒子全部出家，而房顯暫時被留在從兄‧越後守護上杉房朝之下。文安元年（1444年），被父親賜予越後和丹波的所領，並上洛成為第8代將軍足利義政的近臣。享德3年12月27日（1455年1月15日），兄長被鎌倉公方足利成氏暗殺，因此在享德4年（1455年）3月被任命為新的關東管領，擔任成氏征討軍的大將下向至關東地方，在同年4月期間進入上野平井城（享德之亂）。
此後多次與從鎌倉移至古河的成氏交戰，但是在長祿3年（1459年）於武藏的太田庄之战中被成氏軍大敗。寬正4年（1463年），得力家臣‧山內上杉家的家宰長尾景仲病死，之後表明要辭退關東管領職，但是被幕府拒絕。寬正7年（1466年），在五十子陣中死去。享年32歲。關東管領由養子顯定繼承。
由於房顯多次敗退，因此令關東管領家衰退。